# Santa Martha, Ocuilan
Santa Martha är en ort i kommunen Ocuilan i delstaten Mexiko i Mexiko. Samhället hade 2 009 invånare vid folkräkningen år 2020.